# Jacek Proć
Jacek Proć, född 9 september 1981, är en polsk bågskytt. Han deltog vid olympiska sommarspelen 2004 och 2008.